# تاکیو اموتو
تاکیو اموتو (به ژاپنی: (柄本 時生, Emoto Tokio)؛ زادهٔ ۱۷ اکتبر ۱۹۸۹) بازیگر اهل ژاپن است.
از فیلم‌ها یا برنامه‌های تلویزیونی که وی در آن نقش داشته‌است می‌توان به کارگردان برهنه و تقاطع موفقیت بزرگ اشاره کرد.